# تور لا ویلت
تور لا ویلت (انگلیسی: Tour La Villette) ساختمان اداری ۳۵ طبقه مستقر در اوبرویلیه، پاریس است، که در سال ۱۹۷۲ احداث گردید.